# Great Kills (Staten Island)
Great Kills es un barrio dentro del municipio de Staten Island en la ciudad de Nueva York (Estados Unidos). Se encuentra en la South Shore de la isla y, según muchos geógrafos locales, es la comunidad más septentrional de la costa sur. Limita con Richmondtown al norte, Bay Terrace al este, Eltingville al oeste y Great Kills Harbor al sur.
Matar es una palabra holandesa arcaica con varias traducciones populares, que incluyen "arroyo" y "canal". De hecho, muchos arroyos pequeños salpican el vecindario, y el nombre puede interpretarse en el sentido de que allí se puede encontrar una gran cantidad de tales arroyos.
A partir de 2021, el vecindario está representado en el Senado de Nueva York por Andrew Lanza, residente de Great Kills, en la Asamblea Estatal de Nueva York por Michael Reilly y Michael Tannousis, y en el Consejo de la Ciudad de Nueva York por Joseph Borelli. Los cuatro son miembros del Partido Republicano.
Great Kills es parte del Distrito Comunitario 3 de Staten Island, y sus códigos postales son 10308 y una pequeña parte de 10306. El vecindario está patrullado por la Comisaría 122 del Departamento de Policía de la Ciudad de Nueva York.

## Historia
La mitad oriental de lo que se conoce desde 1865 como Great Kills se llamó originalmente Clarendon en honor a un gobernador colonial británico, y la mitad occidental se llamó Newtown. Durante un tiempo, ambos fueron conocidos como Giffords, en honor a Daniel Gifford, un comisionado y topógrafo local. El nombre sobrevive en Giffords Lane y Giffords Glen, que están adyacentes a la estación de tren Great Kills que anteriormente se llamaba Giffords, y también en Gifford School, PS 32. El término "Great Kills" se remonta informalmente al menos a 1664, el último año de la colonia neerlandesa de Nueva Ámsterdam, cuando el colono francés Jacques Guyon llamó al área "La Grand Kills".
Desde la década de 1680, cuando se organizó el gobierno colonial inglés, hasta 1898, cuando Staten Island se consolidó en la ciudad de Nueva York, el este de Great Kills era oficialmente parte de la ciudad de Southfield y el oeste de Great Kills era oficialmente parte de Westfield. Great Kills y los otros vecindarios de la costa este de Staten Island eran en su mayoría rurales y salpicados de centros turísticos costeros hasta la década de 1950, después de lo cual el puente Verrazzano-Narrows trajo un fuerte crecimiento residencial de Brooklyn.
La casa Poillon-Seguine-Britton del siglo XVII cerca de Great Kills Harbor se agregó al Registro Nacional de Lugares Históricos en 1984, pero se quemó en 1989 y se demolió en 1996. LA American Rocket Society seleccionó lo que ahora es Great Kills Park como un "sitio aeroespacial histórico" en 2006, para conmemorar el lanzamiento de un cohete pionero en 1933.

## Demografía
Según los datos del censo de Estados Unidos de 2010, la población de Great Kills era de 40.720, un cambio de -960 (-2,4%) de los 41.680 contados en 2000. Con una superficie de 840,52 ha, el barrio tenía una densidad de población de 4800 hab/km2. La composición racial del vecindario era 87,5 % (35 649) blanca, 0,4 % (169) afroamericana, 0,1 % (26) nativa americana, 3 % (1233) asiática, 0 % (8) isleña del Pacífico, 0,1 % (56) de otras razas, y 0,8% (331) de dos o más razas. Hispanos o latinos de cualquier raza eran el 8 % (3248) de la población.
La totalidad del Distrito Comunitario 3, que comprende Great Kills y otros vecindarios de South Shore, tenía 159 132 habitantes según el Perfil de Salud Comunitario de 2018 de NYC Health, con una expectativa de vida promedio de 81.3 años al nacer.: 2, 20 Esto es casi lo mismo que la expectativa de vida de 81.2 para todos los vecindarios de la ciudad de Nueva York.: 53 (PDF p. 84)  La mayoría de los habitantes son jóvenes y adultos de mediana edad: el 21% tiene entre 0 y 17 años, el 26% entre 25 y 44, y el 29% entre 45 y 64. La proporción de residentes en edad universitaria y de edad avanzada fue menor, con un 8 % y un 16 %, respectivamente.: 2 
A partir de 2017, el ingreso familiar promedio en el Distrito Comunitario 3 fue de 96 796 dólares. En 2018, aproximadamente el 11 % de los residentes de South Shore vivían en la pobreza, en comparación con el 17 % en todo Staten Island y el 20 % en toda la ciudad de Nueva York. En promedio, entre 2012 y 2016, uno de cada dieciséis residentes de South Shore (6 %) estaba desempleado, en comparación con el 6 % en Staten Island y el 9 % en la ciudad de Nueva York. La carga del alquiler, o el porcentaje de inquilinos que pagaron más del 30 % de sus ingresos por la vivienda, fue del 42 % para South Shore, en comparación con las tasas del 49 % y el 51 % en todo el condado y la ciudad, respectivamente. A 2018, Great Kills y South Shore se consideraban de ingresos medios a altos en relación con el resto de la ciudad, y no se estaban gentrificando.: 7 

## Representación política
En la Cámara de Representantes de los Estados Unidos, Great Kills se encuentra dentro del distrito 11 del Congreso de Nueva York, representado por la republicana Nicole Malliotakis, una ex residente del vecindario. Great Kills es parte del distrito 24 del Senado estatal, representado por el republicano Andrew Lanza, y los distritos 62 y 64 de la Asamblea estatal, representados respectivamente por los republicanos Michael Reilly y Michael Tannousis. En el Ayuntamiento de Nueva York, Great Kills forma parte del Distrito 51, representado por el republicano Joseph Borelli.

## Policía y crimen
Great Kills está patrullado por el distrito 122 del Departamento de Policía de Nueva York, después de salir del distrito 123 cuando se volvieron a dibujar los mapas de los distritos de Staten Island el 1 de julio de 2013. Los vecindarios representados por estos dos recintos fueron los dos más seguros (de 69) en un estudio de 2010 de las estadísticas de delincuencia per cápita de Nueva York. Con una tasa de agresión no fatal de 25 por cada 10000 personas (2012-2014), la tasa de delitos violentos per cápita de South Shore fue menos de la mitad que la de la ciudad en su conjunto. La tasa de encarcelamiento de 193 por cada 100 000 personas (2015-2016) también fue menos de la mitad de la ciudad en su conjunto.: 8 La tasa de posesión de armas con licencia estuvo entre las más altas de la ciudad en el estudio de 2010, al igual que la tasa de abuso de opiáceos.
Como la mayor parte de la ciudad de Nueva York, la comisaría 122 tiene una tasa de delincuencia sustancialmente más baja que en la década de 1990, y los delitos en todas las categorías han disminuido en un 91 % entre 1990 y 2018. El recinto informó 0 asesinatos, 12 violaciones, 43 robos, 109 agresiones por delitos graves, 89 robos con allanamiento de morada, 315 hurtos mayores y 47 hurtos mayores de automóviles en 2018.

## Bomberos
Great Kills cuenta con el servicio de la Compañía de Motores 162, la Compañía de Escaleras 82 y el Batallón 23 del Departamento de Bomberos de la Ciudad de Nueva York (FDNY), ubicados en 256 Nelson Avenue.

## Salud
Los nacimientos prematuros y de adolescentes son menos comunes en Great Kills y South Shore que en otros lugares de la ciudad. Para South Shore en 2015, hubo 77 partos prematuros por cada 1000 nacidos vivos (en comparación con 87 por cada 1000 en toda la ciudad) y 3,6 partos en adolescentes por cada 1000 nacidos vivos (en comparación con 19,3 por cada 1000 en toda la ciudad).: 11 South Shore tiene un porcentaje relativamente bajo de residentes que no tienen seguro. Se estimó que la población de adultos sin seguro era del 4 %, menos que la tasa de toda la ciudad del 12 %, aunque esto se basó en un tamaño de muestra pequeño en 2015–2016.: 14 
La concentración de partículas finas, el tipo de contaminante del aire más letal, fue 0.0066miligramos por m3 para South Shore,un 12% menos que el promedio de la ciudad.: 9 En 2015-2016, el 17 % de los adultos de South Shore eran fumadores, lo que superó el promedio de la ciudad del 14 %.: 13 Para South Shore, el 26 % de los adultos eran obesos, el 9 % eran diabéticos y el 22 % tenían presión arterial alta, en comparación con los promedios de toda la ciudad de 24 %, 11 % y 28 %, respectivamente.: 16 Además, el 17 % de los niños eran obesos, en comparación con el promedio de la ciudad del 20 %.: 12 
El noventa y cinco por ciento de los adultos de South Shore comían algunas frutas y verduras todos los días, lo que superaba el promedio de la ciudad del 87%. En 2015-2016, el 88 % de los adultos describieron su salud como "buena", "muy buena" o "excelente", más que el promedio de la ciudad del 78 %.: 13 Por cada supermercado en South Shore, había 4 bodegas.: 10 Durante fines de 2020, Great Kills pasó semanas con la tasa de coronavirus más alta de cualquier código postal de la ciudad de Nueva York, y en el centro de un grupo de casos de "Zona naranja" designado por el estado.
El hospital principal más cercano es el Campus Sur del Hospital de la Universidad de Staten Island en Prince's Bay.

## Correos y códigos postales
Great Kills generalmente es coextensivo con el código postal 10308, que el Servicio Postal de los Estados Unidos atiende desde su estación Great Kills en 1 Nelson Avenue. Una pequeña parte del código postal 10306, entre Amboy Road y Siedenburg Park, a veces se considera parte del vecindario Great Kills.

## Educación
Great Kills y South Shore generalmente tienen una tasa similar de residentes con educación universitaria que el resto de la ciudad. Mientras que el 41 % de los residentes de South Shore mayores de 25 años tenían una educación universitaria o superior en 2012–2016, el 8 % tenía menos de una educación secundaria y el 51 % eran graduados de la escuela secundaria o tenían alguna educación universitaria. En toda la ciudad, el 43 % de los adultos tenía una educación universitaria o superior.: 6 El porcentaje de estudiantes de South Shore que alcanzaron el nivel de grado en matemáticas aumentó del 48 % en 2000 al 65 % en 2011, aunque el rendimiento en lectura disminuyó del 55 % al 52 % durante el mismo período.
Para South Shore, el 12 % de los estudiantes de escuela primaria estuvieron ausentes durante 19 o más días del año escolar 2016-2017, menos que el promedio de la ciudad del 20 %. Además, el 89 % de los estudiantes de secundaria de South Shore se graduaron a tiempo, más que el promedio de la ciudad del 75 %.: 6 

### Escuelas
Barnes IS 24 en Great Kills es una de las escuelas intermedias públicas de Staten Island (grados 6 a 8), llamada así por la educadora local y activista cívica Myra S. Barnes (1880-1962). Apodada la "Dama luchadora", era bien conocida por resaltar los problemas de Staten Island al gobierno de la ciudad de Nueva York. El bombero Scott Davidson, perdido en los ataques del 11 de septiembre de 2001, asistió a IS 24 y es una de las 29 víctimas locales conmemoradas por una llama eterna en St. Clare's, la iglesia católica y escuela parroquial prominente del vecindario.
En 2009, The New York Times informó: "Las tres escuelas públicas de Great Kills, dos de ellas escuelas primarias [PS 8 y PS 32], se encuentran entre las mejores de la ciudad". En 2008, la revista Today's Catholic Teacher seleccionó a St. Clare's School como una de las doce en todo el país para recibir el "Premio Escuelas Católicas para el Mañana".
La Biblioteca Pública de Nueva York (NYPL) opera dos ubicaciones cercanas. La sucursal de Great Kills está ubicada en 56 Giffords Lane. La sucursal se abrió en 1927 como un edificio de un piso y fue reemplazada por el actual edificio de tres pisos en 1954. Totalmente renovado en 2005, actualmente cuenta con un nivel inferior para eventos comunitarios, un primer piso para adultos y un segundo piso para colecciones infantiles.
La sucursal de Richmondtown está ubicada en 200 Clarke Avenue, en las afueras de Great Kills. Se inauguró en 1996 y consta de dos pisos: un primer piso para adultos y un segundo piso para niños.

## Recreación

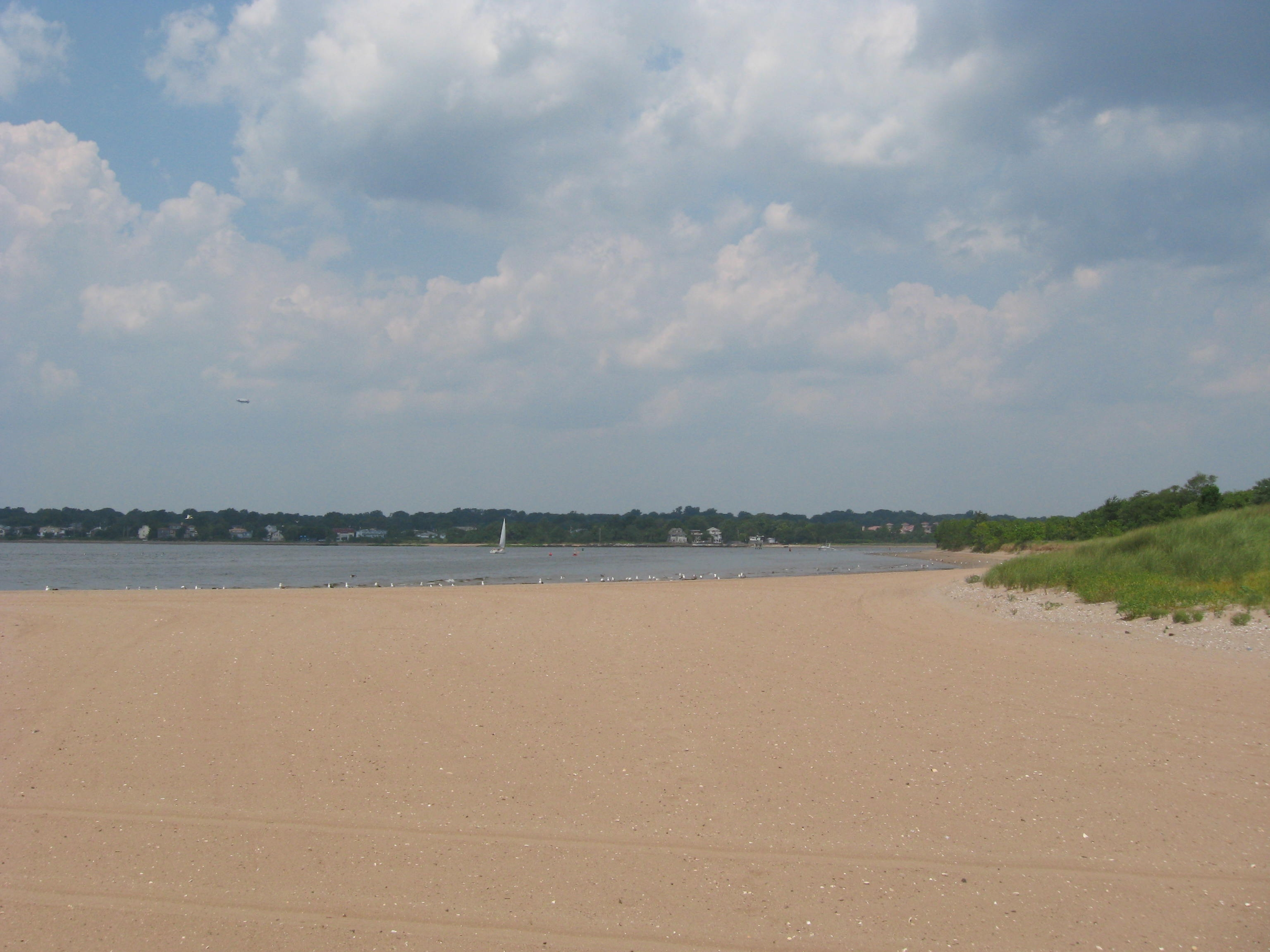
Puerto de Great Kills en 2008

El vecindario es la sede de la Great Kills Little League, una de las ocho Little Leagues de Staten Island, y ganadora del campeonato estatal de béisbol en 2011. Otros mil niños del vecindario participan en equipos deportivos organizados a través de St. Clare's Church y su spin-off Great Kills Soccer Club. El equipo de porristas de St. Clare ganó un campeonato divisional del noreste en 2016.
Ubicado justo al lado de Great Kills Little League se encuentra el Great Kills Swim Club. Este es un club privado que pertenece a más de 500 familias y compite en natación y clavados con otros clubes de natación del municipio. The Great Kills Swim Club es el sitio de la película Staten Island Summer de 2015 escrita por el comediante Colin Jost, quien fue salvavidas allí cuando era adolescente. El vecindario también juega un papel clave en la película holandesa de 2009 Great Kills Road.
Great Kills fue el sitio del primer campeonato de boxeo de peso mediano, cuando Nonpareil Jack Dempsey derrotó a George Fulljames en 1884 por el título.
En la esquina sureste del vecindario se encuentra Great Kills Park, parte del Área Recreativa Nacional Gateway. El parque incluye una playa, senderos, áreas de pesca y observación de aves, campos deportivos y el puerto deportivo Nichols, con varios puertos deportivos privados en las cercanías. La costa ha requerido un trabajo extenso después de los graves daños causados por el huracán Sandy en 2012.

## Transporte
Great Kills cuenta con el servicio de Staten Island Railway y numerosos autobuses locales y expresos. El ferrocarril sirve al vecindario a través de la estación Great Kills, ubicada en Giffords Lane, cerca de Amboy Road. El servicio de tren expreso entre Great Kills y la estación de ferry Saint George se mantiene durante las horas pico de lunes a viernes de la mañana y la tarde, mientras que los trenes locales dan servicio a la estación las 24 horas del día, los 7 días de la semana. Los autobuses locales son el S54, S74, S78, S79 y S84, y los autobuses expresos de Manhattan son el SIM1, SIM5, SIM6, SIM7, SIM9 y SIM10. Paralelamente a Amboy Road, las otras calles comerciales importantes del vecindario son Arthur Kill Road y Hylan Boulevard.

## Gente notable
Las personas que nacieron, residieron o estuvieron estrechamente asociadas con Great Kills incluyen:
- Roy Clark (1933-2018), músico country, coanfitrión de Hee Haw[50]
- Pete Davidson (nacido en 1993), comediante de Saturday Night Live[51]
- Nicole Malliotakis (nacida en 1980), política[52]
- Alyssa Milano (nacida en 1972), actriz[50]
- Angelina Pivarnick (nacida en 1986), miembro del elenco de Jersey Shore[53]
- Ricky Schroder (nacido en 1970), actor[50]